# Tínoc
Tínoc es un municipio filipino de cuarta categoría perteneciente a  la provincia de Ifugao en la región administrativa de La Cordillera.

## Geografía
Tiene una extensión superficial de 239.70 km² y según el censo del 2007, contaba con una población de 12.045 habitantes y 1.680 hogares; 14.147 habitantes el día primero de mayo de 2010

### Barangayes
Tinoc se divide, a los efectos administrativos. en 12 barangayes o barrios, todos de  carácter rural.
| - Ahin - Ap-apid - Binablayan | - Danggo - Eheb - Gumhang | - Impugong - Luhong - Tínoc (Población) | - Tukucan - Tulludan - Wangwang |